# Network Co-ordination Station
Eine Network Co-ordination Station ist ein Bestandteil des mobilen Seefunkdienstes über Satelliten. Sie hat die Aufgabe der automatische Vergabe der Arbeitskanäle an Land-Erdfunkstellen (Land Earth Stations, LES) und Mobile Earth Stations (MES).